# Antonín Konvalín
Antonín Konvalín, uváděn též jako Anton Konwalin nebo Antonín Konvalina (10. června 1839 Nové Syrovice – ???), byl rakouský rolník a politik z Moravy, po roce 1871 poslanec Moravského zemského sněmu, kromě toho také starosta Nových Syrovic.

## Životopis
V období let 1866–1874 byl starostou obce Nové Syrovice.
Do Moravského zemského sněmu byl zvolen dvakrát v roce 1871 v rámci ostrého boje mezi Čechy a Němci v kurii venkovských obcí Znojemska, Vranovska a Moravskobudějovicka. Když němečtí liberálové (tzv. Ústavní strana) po porážce Johanna Fuxe Františkem Podveským v anulované volbě v rámci moravských zemských voleb 1870 zjistili, že v obvodě neuspějí, podpořili Konvalína, o němž se domnívali, že je přátelský k Němcům a že sympatizuje s centralisty. S jejich podporou Konvalín v obou volbách Podveského porazil. Volební obvod byl pak pozměněn tak, aby v něm byla německá většina (místo Moravskobudějovicka k němu bylo připojeno Jaroslavicko). Konvalín na sněmu ani jednou nevystoupil. Národní listy ho v roce 1871, po zemských volbách v září 1871, označily za národnostně nerozhodného kandidáta.
Zemský sněm ho roku 1871 delegoval i do Říšské rady (celostátní parlament, volený nepřímo zemskými sněmy).